# Luis Martínez (entrenador de baloncesto)
Luis Martínez (Buenos Aires, 27 de octubre de 1947) es un exentrenador de baloncesto argentino, reconocido por haber sido el primer director técnico campeón de la Liga Nacional de Básquet de Argentina. Su trayectoria está especialmente vinculada al Club Ferro Carril Oeste, con el que obtuvo los títulos de las temporadas inaugurales de la Liga en 1985 y 1986
Es considerado una figura fundamental en la historia del básquetbol argentino, tanto por sus logros deportivos como por su influencia en el desarrollo técnico del baloncesto nacional.

## Trayectoria
Luis Martínez comenzó su carrera en el Club Ferro Carril Oeste en 1978, desempeñándose como entrenador de la categoría infantiles B y como asistente de Luis María Bonini en las divisiones inferiores. En 1979 estuvo a cargo de los equipos de infantiles y cadetes A. A partir de 1980, comenzó a colaborar con León Najnudel en la conducción del plantel de primera división.
En 1984 asumió como entrenador principal del primer equipo de Ferro, en reemplazo de Najnudel. Bajo su dirección, el club obtuvo los dos primeros títulos de la Liga Nacional de Básquet, en las temporadas 1985 y 1986. El plantel que condujo estaba integrado por jugadores destacados como Miguel Cortijo, Diego Maggi, Gabriel Darrás, Carl Amos y Glenn Mosley, entre otros.
Durante la temporada 1986, su equipo alcanzó un rendimiento sobresaliente, con una efectividad del 82,1 % de victorias, uno de los mejores registros en la historia de la Liga.
Martínez permaneció al frente de Ferro hasta 1988. Posteriormente dirigió a Vélez Sarsfield en torneos de ascenso, aunque no volvió a desempeñarse en la Liga Nacional.
En 1994 asumió la presidencia de la Comisión de Técnicos Profesionales del Básquetbol Argentino (Coditep), cargo que ocupó durante 18 años. Desde esa posición promovió la formación y profesionalización de entrenadores mediante la organización de clínicas nacionales e internacionales, y fortaleció la estructura institucional del organismo.
Fue también uno de los impulsores de la conmemoración del Día del Entrenador de Básquetbol en Argentina, establecido el 22 de abril en homenaje a la creación de ATEBARA y al fallecimiento de León Najnudel, considerado el principal impulsor de la Liga Nacional.

## Estadísticas
| PD  | PG  | PP | Temp | Ref   |
| --- | --- | -- | ---- | ----- |
| 149 | 109 | 40 | 4    | [ 2 ] |

## Palmarés
| Título                   | Equipo             | País      | Año  |
| ------------------------ | ------------------ | --------- | ---- |
| Liga Nacional de Básquet | Ferro Carril Oeste | Argentina | 1985 |
| Liga Nacional de Básquet | Ferro Carril Oeste | Argentina | 1986 |
| Campeonato Sudamericano  | Ferro Carril Oeste | Argentina | 1987 |